# Vladimir Stoychev
Vladimir Stoychev fue un político búlgaro, militar con rango de coronel general y figura deportiva. Presidente del Comité Olímpico Búlgaro durante 30 años y miembro del Comité Olímpico Internacional.
Participó en las dos guerras balcánicas y en las dos guerras mundiales del siglo XX. Entre las dos guerras mundiales fue agregado militar búlgaro en París y Londres.
Fue despedido del ejército búlgaro por su deseo de organizar un golpe militar en 1935. Después de que Bulgaria se uniera a los Aliados de la Segunda Guerra Mundial, fue reelegido comandante militar y comandó el Primer Ejército Búlgaro en Ofensiva de Viena. Participó en el Desfile de la Victoria de Moscú de 1945 por invitación personal de Iósif Stalin. Es el primer representante de Bulgaria ante la ONU.
Caballero de todas las altas órdenes militares soviéticas.